# Sui sentieri del West

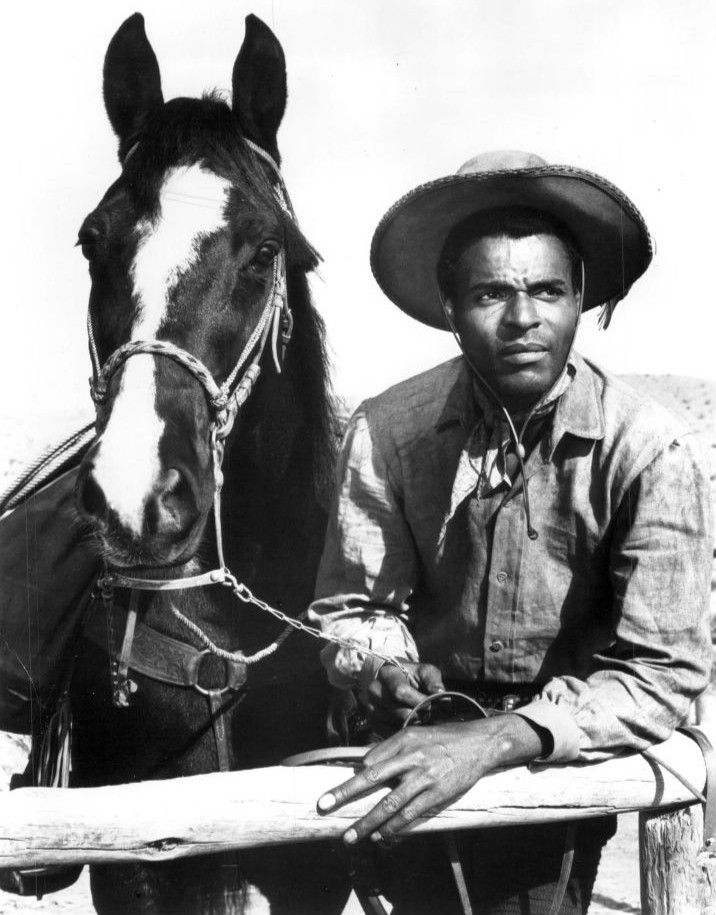
Jemal David (Otis Young).

Sui sentieri del West (The Outcasts) è una serie televisiva western statunitense in 26 episodi trasmessi per la prima volta nel corso di una sola stagione dal 1968 al 1969.

## Trama
Stati Uniti, anni 1860. Il cacciatore di taglie Earl Corey collabora con l'ex schiavo nero Jemal David. I due non sono amici ma partner riluttanti, entrambi bravi nello stanare i criminali, ma entrambi bisognosi di qualcuno che possa guardare loro le spalle. Ci sono momenti in cui Earl deve decidere se schierarsi con gli uomini bianchi o sostenere Jemal. Tutta la serie si basa sui contrasti culturali tra i due e, più in generale, rispecchia il clima razziale degli Stati Uniti in rapida evoluzione verso la fine degli anni 1960, periodo in cui fu prodotta.

## Personaggi

### Personaggi principali
- Earl Corey (25 episodi, 1968-1969), interpretato da Don Murray, ex schiavista della Virginia, aveva una piantagione ed era ricco, ma ha perso tutto.
- Jemal David (25 episodi, 1968-1969), interpretato da Otis Young, ex schiavo nero.

### Personaggi secondari
- Leader (2 episodi, 1968-1969), interpretato da Don 'Red' Barry.
- Frente (2 episodi, 1969), interpretato da Rodolfo Acosta.
- Price (2 episodi, 1969), interpretato da Richard Jury.

## Produzione
La serie fu prodotta da Screen Gems Television.

### Registi
Tra i registi della serie sono accreditati:
- Marc Daniels (6 episodi, 1968-1969)
- Joseph Lejtes (3 episodi, 1968-1969)
- Allen Reisner (3 episodi, 1968-1969)
- Robert Butler (2 episodi, 1968-1969)
- E.W. Swackhamer (2 episodi, 1968-1969)
- Paul Landres (2 episodi, 1969)

## Distribuzione
La serie fu trasmessa negli Stati Uniti dal 1968 al 1969 sulla rete televisiva ABC.
In Italia è stata trasmessa con il titolo Sui sentieri del West.
Alcune delle uscite internazionali sono state:
- negli Stati Uniti il 23 settembre 1968 (The Outcasts)
- in Francia il 1º novembre 1970 (Les bannis)
- in Italia (Sui sentieri del West)

## Episodi
| Stagione       | Episodi | Prima TV USA |
| -------------- | ------- | ------------ |
| Prima stagione | 26      | 1968-1969    |